# Cosmos 421
Cosmos 421 (en ciríl·lic, Космос 421) va ser un satèl·lit artificial militar soviètic pertanyent a la classe de satèl·lits DS (de tipus DS-P1-Yu) i llançat el 19 de maig de 1971 mitjançant un coet Kosmos-2I des del cosmòdrom de Plesetsk.

## Objectius
Cosmos 421 va ser part d'un sistema de satèl·lits utilitzats com a objectius de prova per al sistema de radars antibalístics soviètics. Els satèl·lits del tipus DS-P1-Yu van ser desenvolupats per V. M. Kovtunenko en la OKB-586 i van ser utilitzats fins a 1978, amb un total de 78 llançaments.
El propòsit declarat per la Unió Soviètica davant l'Organització de les Nacions Unides al moment del llançament era realitzar "recerques de l'atmosfera superior i l'espai exterior".

## Característiques
El satèl·lit tenia una massa de 400 kg (encara que altres fonts indiquen 325 kg) i va ser injectat inicialment en una òrbita amb un perigeu de 283 km i un apogeu de 492 km, amb una inclinació orbital de 71 graus i un període de 91,99 minuts.
Cosmos 421 reentrà en l'atmosfera el 8 de novembre de 1971.